# Pré-pró-hormônio
Um pré-pró-hormônio é uma proteína precursora para um dos muitos pró-hormônios, que são por sua vez precursores de hormônios peptídeos. Em geral, esta proteína é composta de correntes de aminoácidos que é criada pela célula secretadora de hormônio antes que qualquer mudança tenha sido feita a ela. Ela contém um peptídeo sinal, o hormônio em si e aminoácidos de intervenção. Antes do hormônio ser liberado da célula, o pepitídeo sinal e outros aminoácidos são removidos.